# Cacia trimaculata
Cacia trimaculata är en skalbaggsart som beskrevs av Stefan von Breuning 1947. Cacia trimaculata ingår i släktet Cacia och familjen långhorningar.
Artens utbredningsområde är Filippinerna. Inga underarter finns listade.